# Jun'ichi Ishida
Jun'ichi Ishida (石田 純一?, Ishida Jun'ichi; Tokyo, 14 gennaio 1954) è un attore e personaggio televisivo giapponese.

## Biografia
Nato a Tokyo nel 1954 come Tarō Ishida (石田 太郎?, Ishida Tarō), dall'età di 3 anni fino ai 6 ha vissuto negli Stati Uniti insieme al padre, corrispondente dall'estero per la NHK. Dopo aver completato il percorso di studi in Giappone, ha frequentato per un breve periodo l'Università di Waseda, prima di ritirarsi in modo da perseguire la carriera di attore.
Ishida è stato sposato tre volte. Dal primo matrimonio, avvenuto quando egli era ancora uno studente, è nato Issei, che più tardi diverrà musicista e attore. Nel 1988 si è sposato con l'attrice Chiaki Matsubara, da cui ha divorziato nel 1999; dalla loro unione è nata la modella e attrice Sumire. È stato poi legato sentimentalmente a Rie Hasegawa per otto anni, prima di convolare a nuove nozze con la golfista professionista Riko Higashio nel 2009; i due hanno avuto un figlio, Ritarō, nato nel 2012.

## Filmografia parziale

### Film
- Bôkô gishiki, regia di Kichitaro Negishi (1980)
- Tekkihei, Tonda, regia di Keiichi Ozawa (1980)
- Against (1981)[5]
- Mikan no taikyoku (未完の対局?) (1982)[5]
- Shōsetsu Yoshida Gakkō (小説吉田学校?) (1983)[5]
- Ai to Heisei no iro otoko (愛と平成の色男?) (1989)[5]
- Yuki no Concerto, regia di Hiroshi Matsumoto (1991)
- The Aurora (海のオーロラ?) (2000)[5]

### Televisione
- Marco Polo (1982-1983), TBS
- The Cowra Breakout (1984)

## Libri
- (JA) 落ちこぼれのススメ, Koshinsha, 2000, ISBN 978-4877610395.
- (JA) The Day In My Life, Gentosha Inc., 2006, ISBN 978-4344010994.